# Ursula Duetschler
 (janvier 2023).
Si vous disposez d'ouvrages ou d'articles de référence ou si vous connaissez des sites web de qualité traitant du thème abordé ici, merci de compléter l'article en donnant les références utiles à sa vérifiabilité et en les liant à la section « Notes et références ».
Ursula Duetschler, ou Ursula Dütschler, née à Thoune en 1962, est une claveciniste classique suisse, spécialiste des claviers anciens, piano-forte, virginal et orgue.

## Biographie
Ursula Duetschler étudie avec Jörg Ewald Dähler au conservatoire de Berne et obtient un diplôme de soliste. Elle poursuit sa formation musicale avec Kenneth Gilbert au Mozarteum de Salzbourg et avec Malcolm Bilson à l'Université Cornell  aux États-Unis. Elle remporte plusieurs prix, incluant ceux du concours international de clavecin en 1989 à Paris et en 1991 du concours international Erwin Bodky pour piano-forte à Boston,.
Ursula Duetschler vit désormais aux Pays-Bas et apparaît comme soliste, en musique de chambre et accompagnatrice de lieder. Elle s'est produite avec divers orchestres importants. En collaboration avec Malcolm Bilson et quelques collègues musiciens elle a participé en 1997 à l'enregistrement des 32 sonates pour piano de Beethoven sur des instruments historiques.
Ursula Duetschler a enregistré plusieurs disques, parmi lesquels quatre sont consacrés aux compositions pour clavecin solo de Scarlatti, Byrd, Balbastre et Bach,.